# Langston Uibel
Langston Uibel (* 4. Februar 1998 in London) ist ein deutscher Schauspieler.

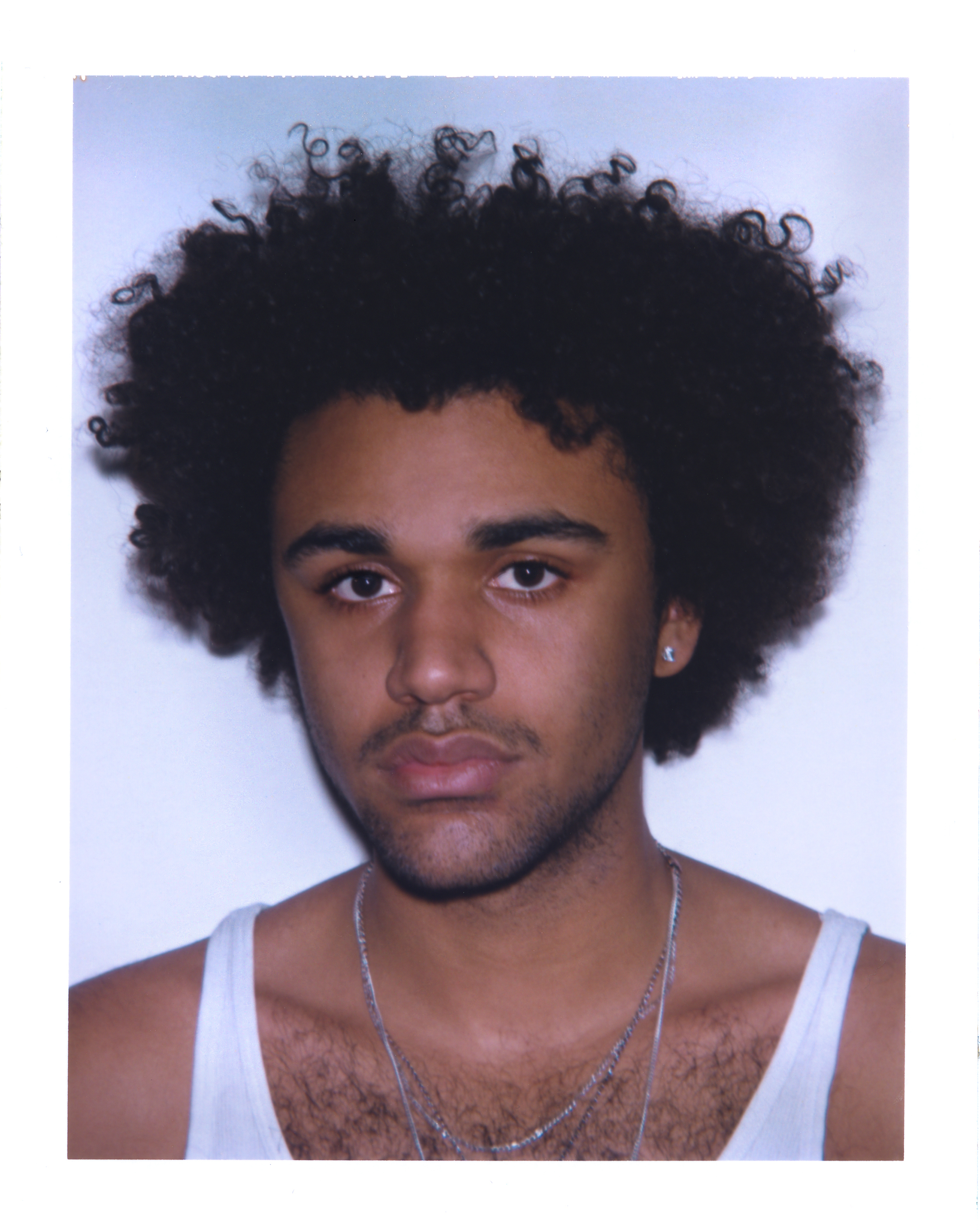
Langston Uibel (2022)

## Leben und Karriere
Langston Uibel kam 1998 in London zur Welt, wuchs zweisprachig auf und beherrscht daher Deutsch und Englisch als Muttersprachen. Seit 2006 lebt Langston Uibel in Berlin. Seine bilinguale Schulbildung setzte er auf einem deutsch-englischen Gymnasium in Berlin fort. Langston Uibel besitzt zudem zusammen mit seinem Vater die „Dalston Jazz Bar“ in London. Uibel setzt sich für Diversität in Filmproduktionen ein.
Nach einer Kleinstrolle in Speed Racer spielte Langston Uibel in Alexander Franks Kurzfilm The String Puppet, der 2008 bei den Berlinale Talents gezeigt wurde, die Rolle eines Kindersoldaten, der sich durch Marionettenspiel davon ablenken lässt, zwei westliche Soldaten zu erschießen. 2013 wirkte er bei Der Ring: Next Generation mit, einer Produktion der Deutschen Oper Berlin für Jugendliche. Im selben Jahr hatte er eine Nebenrolle im Kinofilm Hanni & Nanni 3. Er war zudem in der ZDF-Serie Letzte Spur Berlin in der Folge Abseitsfalle zu sehen. In dem 2015 erschienenen Kinofilm Freistatt spielte er die Rolle des Anton, der sich als afrodeutscher Zögling besonderen Schikanen ausgesetzt sieht. Ab dem 8. Februar 2016 war Uibel in Herr der Fliegen: survival mode im Deutschen Theater Berlin zu sehen. Uibel verkörperte in der Kinokomödie High Society der Regisseurin Anika Decker die Rolle des Siddharta Schlonz, der mit der Verwechslung seiner Schwester zurechtkommen muss. In der Netflix-Serie Dogs of Berlin übernahm Uibel die Rolle des deutschen Nationalspielers Raphael Bou’Penga.
2020 trat Uibel im Porsche-Werbefilm „The Heist“ auf, der in der Halbzeitpause des Superbowls gezeigt wurde. Im selben Jahr war er in den Netflix-Produktionen Isi & Ossi und Unorthodox zu sehen. Unorthodox gewann 2021 einen Emmy in der Kategorie Regie und war für weitere sieben nominiert. Die Mini-Serie war im gleichen Jahr auch für zwei Golden Globe Awards nominiert. Langston Uibel war ab der dritten Staffel von How to Sell Drugs Online (Fast) Teil des Hauptcasts, seine vierte Netflix-Produktion. Die Premiere fand im Juli 2021 statt. In Christian Petzolds Beziehungsdrama Roter Himmel übernahm er eine der Hauptrollen. Der Film gewann auf der Berlinale 2023 den Silbernen Bär – Großer Preis der Jury.
Im November 2023 wurde Uibel Mitglied der Deutschen Filmakademie.
Nachdem Langston Uibel in verschiedenen Jugendproduktionen wie zum Beispiel an der Schaubühne mitwirkte, gibt er 2023 im Burgtheater in Wien sein professionelles Theaterdebüt. Er ist in Shakespeares Sommernachtstraum unter der Regie von Barbara Frey zu sehen. Im Zuge dessen bezeichnete Die Zeit ihn als einer der bedeutendsten Schauspieler seiner Generation.
2025 zählte die Die Welt Langston Uibel zu der Top 50 Power List und nennt ihn eines der spannendsten Gesichter des jungen deutschen Kinos.

## Filmografie (Auswahl)
- 2007: Speed Racer

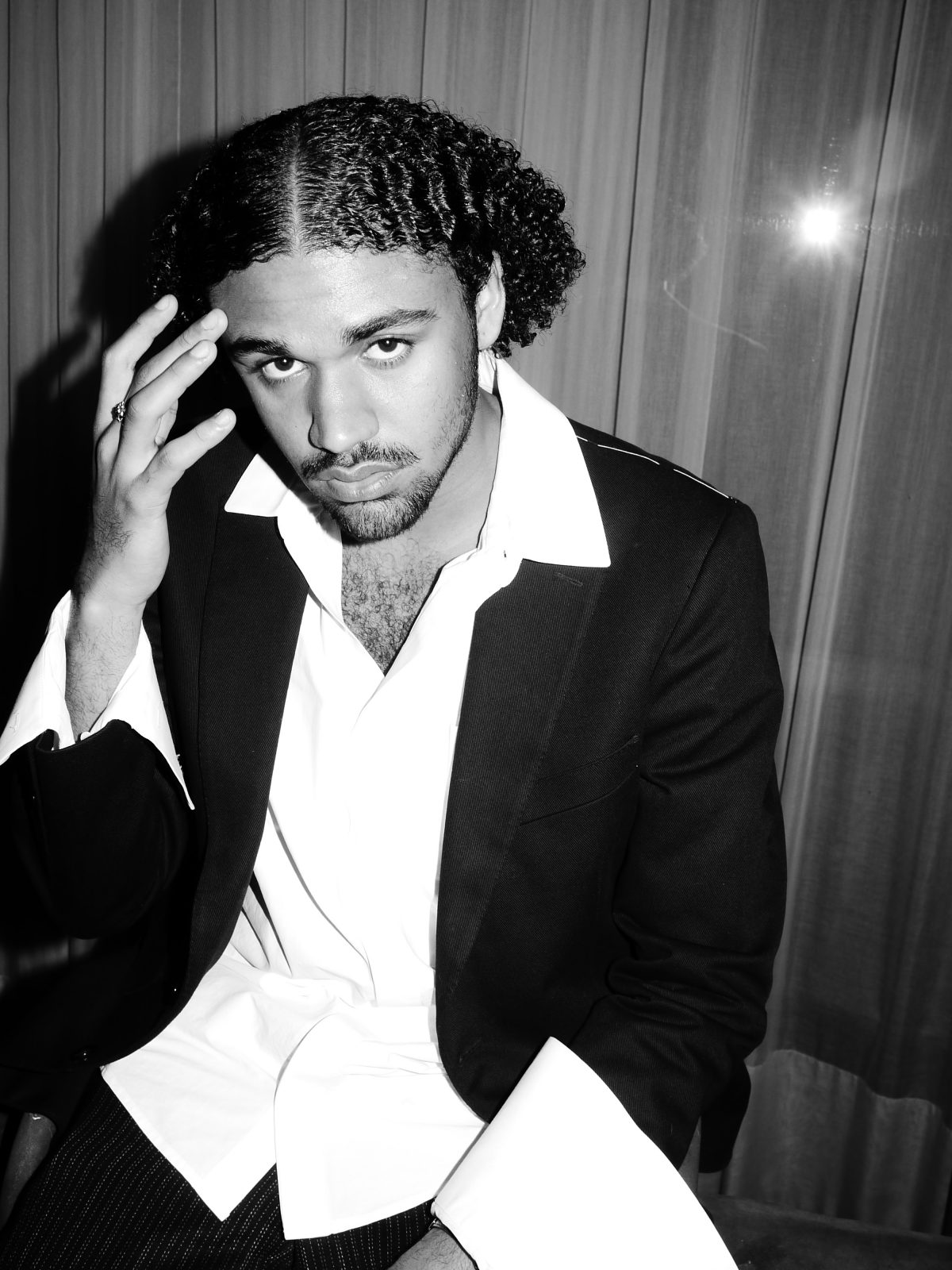
Uibel im Jahr 2022

- 2008: The String Puppet (Kurzfilm)
- 2013: Hanni & Nanni 3
- 2015: Freistatt
- 2015: Letzte Spur Berlin (Fernsehserie, 1 Folge)
- 2017: Berlin Station (Fernsehserie, 1 Episode)
- 2017: High Society
- 2018: Dogs of Berlin (Fernsehserie, 8 Episoden)
- 2020: Isi & Ossi
- 2020: Unorthodox (Miniserie, 4 Episoden)
- 2021: How to Sell Drugs Online (Fast)[19]
- 2021: Tod von Freunden Folge)
- 2023: Roter Himmel
- 2023: 791 km
- 2023: Die verkaufte Prinzessin (Märchenfilm)
- 2024: Zitronenherzen (Fernsehfilm)
- 2025: School of Champions (Fernsehserie, 2 Staffel)

## Theater
- 2013: Der Ring: Next Generation (Deutsche Oper Berlin), Regie: Robert Lehniger
- 2015: Ich. Hier. (Schaubühne am Lehniner Platz), Leitung: Aline Bosselmann
- 2016: Herr der Fliegen (Deutsches Theater Berlin), Regie: Robert Lehniger
- 2023 Ein Sommernachtstraum (Burgtheater) Regie: Barbara Frey